# Парафойл

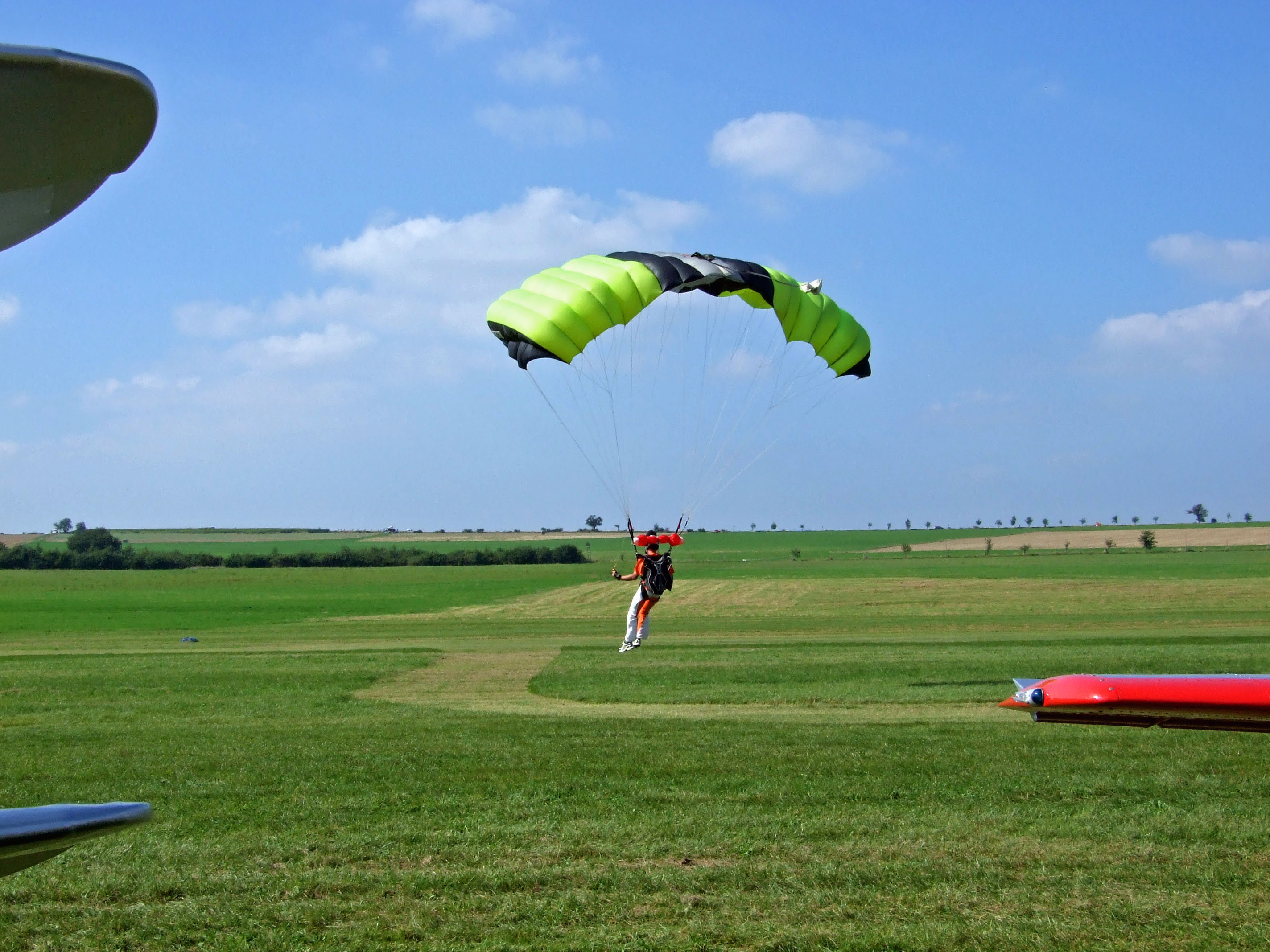
Типичным представителем парафойлов является современный парашют-крыло

Парафоил (англ. parafoil) — мягкое тканевое оболочковое крыло, надувающееся через воздухозаборники набегающим потоком воздуха. Подъёмная сила создаётся благодаря обтеканию профиля крыла встречным потоком воздуха. Этим термином часто называют бескаркасный тип кайта.
Парафойл состоит из верхней и нижней оболочек, нервюр, стабилизаторов. Нервюры задают профиль крыла и делят крыло на секции.
Первые парафойлы появились в результате экспериментов с «крылом Рогалло» и «кайтом НАСА» в 1965 году.
Патент US 3285546 «Многосекционное устройство типа крыло», заявлено в октябре 1964 года, патент выдан в ноябре 1966 года.